# 霍普威爾 (阿肯色州布恩縣)
霍普威爾（英語：Hopewell）是位於美國阿肯色州布恩縣的一個非建制地區。該地的面積和人口皆未知。

## 地理
霍普威爾的座標為36°20′06″N 93°05′33″W / 36.33500°N 93.09250°W，而該地的平均海拔高度為401米（即1316英尺）。